# St. Benedikt (Bad Bederkesa)

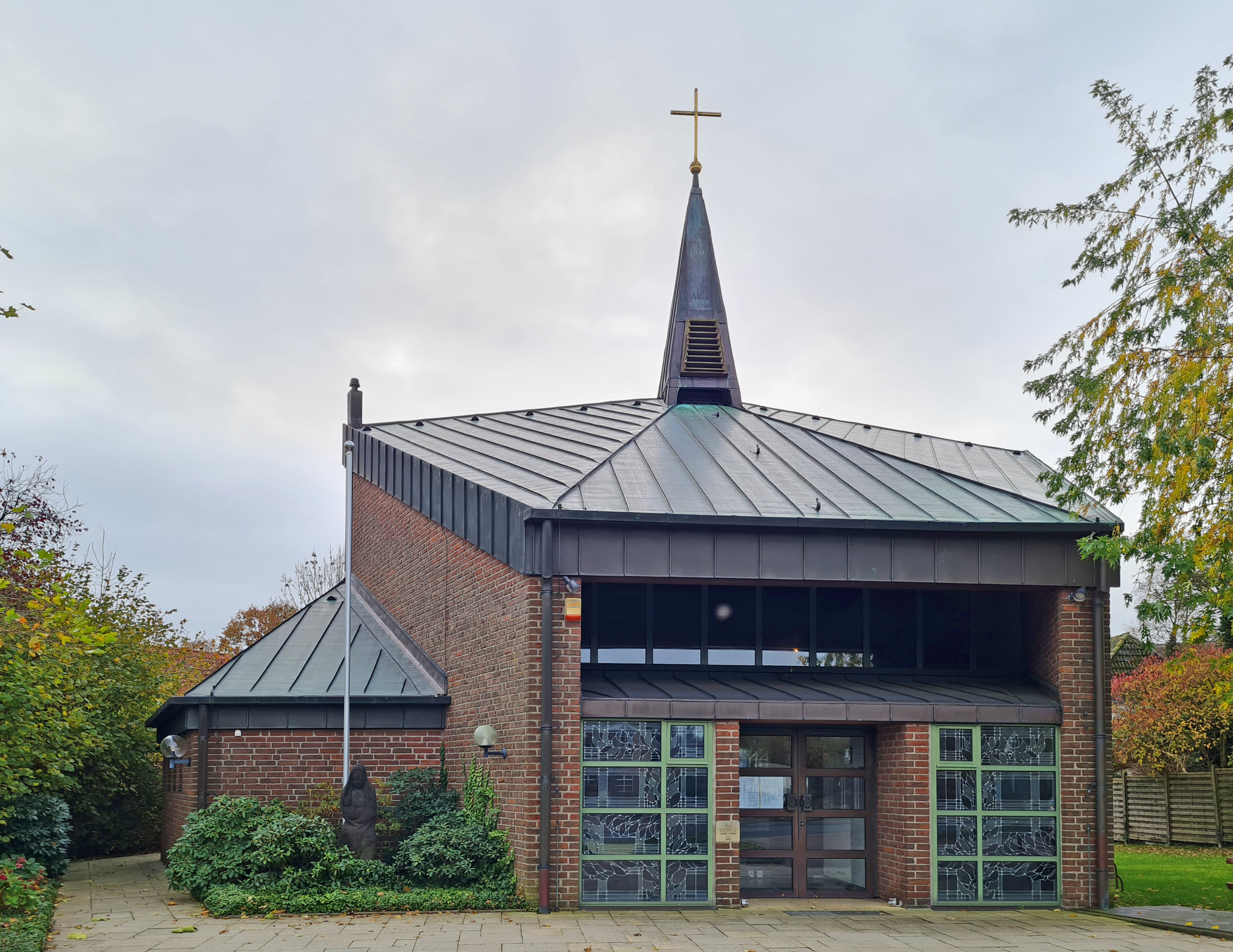
St. Benedikt (Bad Bederkesa)

Die St.-Benedikt-Kapelle ist die römisch-katholische Filialkirche in Bad Bederkesa, einem Ortsteil der Stadt Geestland im Landkreis Cuxhaven im Norden von Niedersachsen. Die nach dem heiligen Benedikt von Nursia benannte Kapelle gehört zur Pfarrgemeinde Hl. Herz Jesu Bremerhaven-Lehe und ist das jüngste Gotteshaus im Dekanat Bremerhaven des Bistums Hildesheim.

## Geschichte
1940 wurde aus politischen Gründen erstmals ein Pfarrvikar im Bereich der Pfarrei Wesermünde-Lehe mit der Seelsorge des Seelsorgebezirks Leherheide-Bederkesa vom bischöflichen Generalvikariat Hildesheim beauftragt. Heilige Messen fanden an unterschiedlichen Orten statt. Bevor das alte Haus Berghorn in den Besitz der katholischen Gemeinde überging, trug es die Aufschrift „Möbelhaus Herbert Kimmer, früher Schneidemühl (Pommern)“. Am 17. Dezember 1972 wurde dort nach gründlicher Renovierung die erste Hl. Messe zelebriert. Die Sonntagsgottesdienste fanden weiter in der evangelischen St.-Jakobi-Kirche an der Bergstraße statt. Der Wunsch der aktiven Gemeinde nach einem eigenen Gotteshaus erfüllte sich 1981.
Die St.-Benedikt-Kapelle wurde nach Plänen des Architekten Jo Filke direkt hinter das Gemeindehaus gebaut und am 5. Dezember 1981 von dem Hildesheimer Bischof Heinrich Maria Janssen eingeweiht. Das Gemeindehaus wurde 1990 abgerissen und durch einen Neubau ersetzt. Zur Gründung einer selbstständigen Pfarrgemeinde kam es in Bad Bederkesa nie, die St.-Benedikt-Kapelle gehörte stets zur Pfarrgemeinde Hl. Herz Jesu in Bremerhaven-Lehe.

## Lage, Architektur und Ausstattung
Die St.-Benedikt-Kapelle steht im Norden von Bad Bederkesa auf dem Grundstück Berghorn 5, an der Straße Zum Hasengarten, nur wenige hundert Meter vom Hadelner Kanal und vom Bederkesaer See entfernt.
Der Grundriss der St.-Benedikt-Kapelle ist ein unregelmäßiges Sechseck, das aus zwei gegeneinander gelegten ungleichen Trapezen gebildet ist. Das kupferbeschlagene Dach steigt zeltähnlich von der Vorder- und Rückseite zur größten Höhe und Breite über der Trapezlängsseite auf. In der Mitte befindet sich der Dachreiter als Glockentürmchen. Auf der Spitze befindet sich seit 2006 ein vergoldetes Kreuz. Das Dach liegt auf den gelblich verputzten geschlossenen Seitenwänden auf. Es ist innen mit Holz verkleidet.

### Altarraum
Der Altar besteht aus einem tonnenschweren Findling aus der Umgebung (Wehdel). Der naturbelassene Stein erhielt durch das Absägen der Kappe eine Mensa, eine große Platte. Diese wurde geglättet und poliert. Als Grundfläche des Altars wurde der Fußboden mit kleinen Findlingsplatten ausgelegt. Auf der linken Altarvorderseite befindet sich eine kleine Metallkapsel mit Kreuzverzierung: das Reliquiengrab mit Reliquien der hl. Märtyrer Romanus, Donatus und Faustinus.
Rechts oberhalb der halbrunden Altarstufe neben dem Fenster hängt ein lebensgroßes Bild Benedikts, im Jahr 2000 in Pastellkreide ausgeführt vom Künstler und Grafiker Wieslaw Smetek nach einem Ausschnitt aus dem Triptychon des Meisters der Rinuccini-Kapelle (14. Jahrhundert) in Florenz, Accademia di Belle Arti.
Hinter dem Altar ist an der Stirnwand ein Mosaik angebracht. In einem Kreuz mit kurzen und breiten Armen befindet sich ein Widder, der in Rauch und Flammen steht. Über seinem Kopf sind rote Feuerzungen zu sehen. Dieses Mosaik zeigt das Opfer des Abraham (Gen 22,1–19).
Seitlich der Stirnwand sind zwei vom Boden bis zur Decke reichende Buntglasfenster zu sehen: links das Treffen der Geschwister Benedikt und Scholastika, rechts der Tod Benedikts. Der Diakon und Grafiker Claus Kilian entwarf neben diesen Fenstern auch das Altarmosaik, den Ambo und den Tabernakel und die Fenster im Eingangsbereich. An der Stirnwand selbst befindet sich ein von Pastor Wolfgang Patzelt gestiftetes Standkreuz des Künstlers Herbert Illgner.

### Kreuzweg
Nach der Vorlage eines kleinen Wandbehanges, einem Kreuzweg in Linolschnittdruck, hat Dr. Roman Bentkowski 15 Stationen des Kreuzweges entworfen. Frauen aus der Gemeinde haben die Entwürfe auf Holzplatten kopiert und sie mit Brennpetern in das Holz gebrannt. Die Platten wurden von Ernst Schulte lackiert. Die Stationenkreuze stellte er auch her. Der Kreuzweg wurde als umlaufendes Band im Kirchenraum aufgehängt. Nach dem Einbau der Orgel mussten die Platten neu angeordnet werden. Für die 15. Station ist seitdem kein Platz mehr vorhanden.

### Eingangsbereich
Im Eingangsbereich der Kirche steht ein Stein, an dem als Weihwasserbecken die Schale einer Mittelmeermuschel angebracht ist. Zwischen dem Dach und dem niedrigen Eingang ist eine Schräge eingezogen, die zum Innenraum mit einem hohen Fensterband geschlossen ist. Der mittige Eingangsbereich wird rechts von einer Seitenkapelle flankiert, in der eine Marienstatuette steht, eine Kopie einer Riemenschneider-Madonna. Links ist eine kleine Beichtkammer.
Links vor der Kirche steht eine Marienstatue des Steinmetzmeisters Josef Diensberg aus Mendig unweit der Abtei Maria Laach. Sie stand seit 1976 vor dem Haus Berghorn.

### Orgel
Hinten links neben dem Beichtraum befindet sich die Lobback-Orgel aus dem Jahr 2006. Es ist eine Schleifenwindladeorgel mit mechanischer Spiel- und Registertraktur. Sie besitzt elf Register, verteilt auf zwei Manuale und Pedal, und einen Tremulanten. Die Orgel hat insgesamt 702 Pfeifen.

### Glocke
Die Glocke im Dachreiter wurde 1983 von der Firma Petit & Gebrüder Edelbrock aus Gescher in Westfalen gegossen. Sie wurde von Domkapitular Georg Aschemann geweiht. Die Bronzeglocke  wiegt 215 kg bei einem Durchmesser von 71 cm. Die Inschrift lautet: VIVOS VOCO. MORTUOS PLANGO. FULGURA FRANGO. IN HONOREM SANCTI BENEDICTI. BEDERKESA MCMLXXXIII (Die Lebenden rufe ich. Die Toten beklage ich. Die Blitze breche ich. Zu Ehren des heiligen Benedikt. Bederkesa 1983).